# Telluryt
Telluryt – bardzo rzadki minerał telluru, będący chemicznie tlenkiem telluru.
Nazwa pochodzi od obecności telluru w składzie chemicznym.

## Właściwości
Krystalizuje w układzie rombowym. Wykształca kryształy słupkowe z podłużnym prążkowaniem, o pokroju pręcikowym, igiełkowym i włóknistym. Występuje w skupieniach wiązkowych, kulistych, promienistych, ziemistych i zbitych. Tworzy także pyliste naloty. Jest minerałem giętkim i przezroczystym. Jest dimorficzny z paratellurytem. Bardzo słabo rozpuczalny w wodzie, kwasie azotowym i solnym.

## Występowanie
Produkt wtórny powstający w strefie utleniania kruszców bogatych w tellur i tellurki w niektórych złożach hydrotermalnych.. Jest także minerałem występujący w strefie utleniania epitermicznych złóż złota, gdzie pochodzi z utleniania minerałów telluru. Towarzyszą mu przede wszystkim inne tellurki (hessyt, sylwanit, altait) i siarczki (sfaleryt, galena, piryt). Towarzyszą mu również kwarc, tellur rodzimy, kalcyt, nagyagit, tetradymit i złoto rodzime.

## Miejsce występowania
Jest minerałem bardzo rzadkim. Najlepsze okazy pochodzą z żył złota i srebra w Meksyku. Rumuńskie kopalnie złota w Transylwanii i amerykańskie w Kolorado również dostarczyły wysokiej jakości okazów. Znany jest też z japońskich złóż w okręgach Teine i Shimoda. Spotykany także w Kazachstanie, Chinach, we Francji i Rosji.

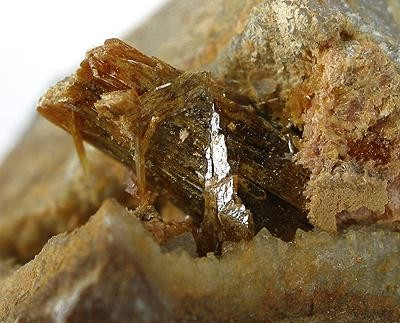